# Coupe des clubs champions africains 1967
Navigation
Édition précédente Édition suivante
La Coupe des clubs champions africains 1967 est la troisième édition de la Coupe des clubs champions africains. Dix-huit formations, championnes de leur pays, sont engagées dans la compétition.
C'est la formation congolaise du TP Englebert qui remporte le trophée après avoir battu en finale les Ghanéens d'Asante Kotoko. C'est le premier titre continental du club tandis qu'Asante Kotoko devient le premier club ghanéen à atteindre la finale de la compétition.
L'issue de la compétition est confuse. À l'issue du match retour, les deux équipes ne sont pas départagées, avec deux matchs nuls. Comme il est prévu dans le règlement de la compétition, la CAF décide de jouer un match d'appui, prévu le 27 décembre 1967 à Yaoundé, au Cameroun. À la suite d'une erreur de communication de la part de la fédération ghanéenne, le club d'Asante Kotoko n'est pas présent le jour du match et son adversaire est donc déclaré vainqueur par forfait.

## Tour préliminaire
| Équipe 1          | Résultat | Équipe 2                | Aller | Retour |
| ----------------- | -------- | ----------------------- | ----- | ------ |
| AS Fonctionnaires | -        | Augustinians FC forfait |       |        |
| Secteur 6         | 4 - 5    | Al-Ittihad Tripoli      | 3 - 2 | 1 - 3  |

## Premier tour
| Équipe 1           | Résultat | Équipe 2                  | Aller | Retour |
| ------------------ | -------- | ------------------------- | ----- | ------ |
| Al-Ittihad Tripoli | -        | Diamant Yaoundé forfait   |       |        |
| Djoliba AC         | -        | Invincible Eleven forfait |       |        |
| Saint-George SA    | -        | Bitumastic forfait        |       |        |
| Stade d'Abidjan    | 2 - 1    | Modèle Lomé               | 2 - 1 | 0 - 0  |
| Al Hilal Omdurman  | 1 - 4    | Olympic Alexandrie        | 0 - 1 | 1 - 3  |
| AS Fonctionnaires  | 1 - 3    | Conakry II                | 0 - 2 | 1 - 1  |
| TP Englebert       | 5 - 1    | FC Abeilles               | 3 - 1 | 2 - 0  |
| Asante Kotoko      | 6 - 2    | AS Saint-Louisienne       | 3 - 2 | 3 - 0  |

 source : afrique asie numéro 153 du 23 janvier au 4 février 1978 , page 33 .

## Quarts de finale
| Équipe 1                   | Résultat | Équipe 2                   | Aller | Retour |
| -------------------------- | -------- | -------------------------- | ----- | ------ |
| forfait Al-Ittihad Tripoli | -        | TP Englebert               |       |        |
| Djoliba AC                 | 2 - 1    | Conakry II                 | 2 - 1 | 0 - 0  |
| Saint-George SA            | -        | Olympic Alexandrie forfait | 3 - 2 | -      |
| Stade d'Abidjan            | 3 - 8    | Asante Kotoko              | 1 - 3 | 2 - 5  |

## Demi-finales
| Équipe 1      | Résultat | Équipe 2        | Aller | Retour |
| ------------- | -------- | --------------- | ----- | ------ |
| Asante Kotoko | 3 - 2    | Djoliba AC      | 1 - 1 | 2 - 1  |
| TP Englebert  | 4 - 3    | Saint-George SA | 3 - 1 | 1 - 2  |

## Finales
| 19 novembre 1967 | Asante Kotoko                                                       | 1 - 1 | TP Englebert | Accra Sports Stadium, Accra |  |
|                  | Abukary                                                             |       | Tshinabu     |                             |  |
|                  | Afrique Asie N° 153 du 23 janvier au 4 février 1978 pages 32et 33 . |       |              |                             |  |

| 19 novembre 1967 | TP Englebert                                                         | 2 - 2 a.p. | Asante Kotoko     | Stade Tata-Rafael , Kinshasa                                   |                                                                |
|                  | Kabeya , Kalala ... pen                                              |            | Mfum , Coffi Paré | Spectateurs : 80 000 spectateurs Arbitrage : Sendi ( Ouganda ) | Spectateurs : 80 000 spectateurs Arbitrage : Sendi ( Ouganda ) |
|                  | Afrique Asie N° 153 du 23 Janvier au 4 Février 1978 pages 32 et 33 . |            |                   | Spectateurs : 80 000 spectateurs Arbitrage : Sendi ( Ouganda ) | Spectateurs : 80 000 spectateurs Arbitrage : Sendi ( Ouganda ) |

| 27 décembre 1967 | TP Englebert                                                  | - | Asante Kotoko forfait | Stade , Yaoundé |  |
|                  |                                                               |   |                       |                 |  |
|                  | Afrique Asie N° 153 du 23 janvier au 4 février 1978 page 33 . |   |                       |                 |  |

| Coupe des clubs champions africains Vainqueur 1967 |
| -------------------------------------------------- |
| TP Englebert Premier titre                         |